# Sentence of Death
Sentence of Death ist die erste EP der deutschen Thrash-Metal-Band Destruction.

## Entstehung
Nachdem die Band mit dem letzten Zugang Marcel „Schmier“ Schirmer, der gleich zwei personelle Abgänge (Sänger, Bassist) kompensierte, eine funktionierende Einheit gefunden hatte, wurde die Band in Destruction umbenannt. Im Juni 1984 wurde das Demo Bestial Invasion of Hell aufgenommen, nachdem mit Steamhammer eine Plattenfirma gefunden worden war.
Geprägt von der New Wave of British Heavy Metal, insbesondere von Jaguar, Raven, Venom, Angel Witch und Tygers of Pan Tang, sowie unter dem Eindruck der jüngsten Entwicklungen, die von Exciter, Metallica und Slayer ausgingen, begaben sich die Musiker im September 1984 in die Berliner Caet Studios. Produktionstechnisch betreut vom S.A.D.O.-Bassisten Wolfgang Eichholz spielten sie Sentence of Death ein, das drei Stücke vom Demo nebst zwei neuen Songs enthält. Innerhalb von vier Tagen wurde das Album aufgenommen und abgemischt.  Black Mass und Devil’s Soldiers wurden in der Zeit zwischen dem ersten Demo und der EP geschrieben. Da sich die Band beeilen musste, diese Lieder zu komponieren, da SPV so schnell wie möglich mit den Aufnahmen beginnen wollte, werden diese beiden Lieder von Schmier als die schlechtesten der EP bezeichnet. Die jungen Musiker genossen das Gefühl der Professionalität ebenso wie das großstädtische Nachtleben. Dabei ließen sie ihren Produzenten etwas aus dem Blickwinkel und stellten erst später fest, dass ihnen die übermäßigen Effekte nur partiell zusagten.
Bei der Materialauswahl kam ihnen die Veröffentlichung von Slayers Show No Mercy zuvor; Destruction hatte zwei gleichlautend betitelte Lieder im Repertoire, die – weil man nicht von der einmal festgelegten Benennung abrücken wollte – aufgehoben wurden. Die Mini-LP erschien in den USA bei Metal Blade Records, wo auch Show No Mercy erschienen war.

## Titelliste
1. Intro – 1:14
2. Total Desaster – 4:06
3. Black Mass – 4:00
4. Mad Butcher – 3:31
5. Satan’s Vengeance – 3:16
6. Devil’s Soldiers – 3:26

## Gestaltung
Für die Veröffentlichung in den USA entschied sich Metal Blade Records, ein anderes als das ursprünglich entworfene Cover zu verwenden; man wünschte sich mehr Totenschädel auf dem Cover. Martin Popoff schrieb in seinem Buch The Collector’s Guide of Heavy Metal Volume 2: The Eighties, dass das Albumcover eines der übertriebensten in der Geschichte des Metal sei.

## Musikstil und Texte
Zur Zeit der Veröffentlichung bezeichnete die Band ihre Musik als „Black Speed Metal“ und dankte „allen Black-Speed-Metal-Besessenen“.
Jan Jaedike vom Rock Hard bezeichnet den Stil als „ziemlich originell, nur ‚Devil’s Soldiers‘ klang instrumental sehr nach Venom“. In der Rock Hard Enzyklopädie ist von Einflüssen seitens Possessed, Venom und Slayer die Rede, aus denen sich ein spezifischer „Krawall-Stil“ ergebe. Bei Matthias Herr (in Band 1 seiner Lexikon-Reihe) ist die Zuordnung Speed Metal zu erfahren. Martin Popoff merkte an, dass auf der EP vor allem das aggressive Schlagzeugspiel heraussteche. Der Tonträger sei einer der ersten des deutschen Thrash Metal.
Der Metal Hammer vermisste bei dem „kompromißlosen, beinharten Speed Metal“ die Eigenständigkeit, da die Orientierung an Slayer nicht zu überhören sei. Die EP sei Thrash Metal alter Schule, meint ultimate-guitar.com. Die Gitarrenwucht habe nicht unter der Produktion gelitten und auch der „abgedrehte“ Klang des Schlagzeugs bleibe erhalten. Mit Mad Butcher habe Destruction schon auf der ersten Veröffentlichung einen Klassiker abgeliefert. Es sei ein humorvolles Lied, was nicht auf alle Stücke zutreffe, die sich nämlich eher um Unheilvolles und dessen Personifizierungen rankten. Damit liege man im damaligen Trend, weder hervorstechend gut noch schlecht. Ganz anders ist dies in der zeitnahen Metal-Hammer-Rezension dargestellt: Man merke, dass die Gitarren mehrfach überspielt worden seien und „sehr viel Echo auf dem Gesang und dem Schlagzeug“ liege. Das Klangbild sei „etwas verwaschen“. Der Band komme es nur auf Geschwindigkeit an, was auf Chaos hinauslaufe. An Slayer und Metallica reiche Destruction nicht heran. Und auch Daniel Bukszan stellte in dem Buch The Encyclöpedia öf Heavy Metal fest, dass die EP zwar eine schlechte Klangqualität hat, jedoch höre man die Aggression und den Enthusiasmus der Band deutlich heraus. Laut Classic Thrash zeichnete die EP sich durch „die große Menge an uneingeschränkter Energie, die all diese Stücke demonstrieren“, aus.
Wegen ihrer okkulten Thematiken seien die „düsteren Texte“ angegriffen worden, heißt es im Band Heavy Metal Made in Germany. Dann wird hinterher geschickt, Destruction habe nur mit diesen zu ihrem Image passenden Themen gespielt. Jaedike schrieb, die Texte hätten „anfänglich […] eine Venom-Schlagseite“. Laut Selbstaussage der Band sind auf dem Tonträger tatsächlich Texte „satanischer“ Prägung vorhanden, musikalisch verfolge man allerdings keineswegs diese Richtung, sondern spiele vielmehr „Hardcore-Highspeed-Metal“. In einem Interview mit dem deutschen Fanzine Voices from the Darkside, das Jon „Metalion“ Kristiansen in seinem Fanzine Slayer wiederveröffentlichte, gab Schmier an, dass die Band unter anderem durch Venom beeinflusst wurde. Die Texte würden sich gegen die Kirche aussprechen, da die Band diese verabscheue, jedoch habe sie mit Satanismus nichts zu tun.

## Rezeption
Die Internetplattform Allmusic vergab vier von fünf möglichen Sternen. Im Metal Hammer wurden zur damaligen Zeit keine Punkte vergeben. Trotz kritischer Anmerkungen zur Produktion und der Speed-Metal-Nacheiferung seien die Lieder alle hörenswert, davon Mad Butcher und Total Desaster am besten. Auch das Buch Rock Hard Enzyklopädie weist keine Bewertungspunkte aus, wägt aber ebenfalls Positives und Negatives gegeneinander ab, und zwar die „Unbekümmertheit“ und die „fließenden Gitarrenläufe“ gegen „rhythmische Schwächen“. Auf ultimate-guitar.com erreichte die EP aufgrund der Maximalwertung „10“ im gesondert bewerteten musikalischen Bereich neben einer minderbedeutenden Wertung für die Texte von sieben Punkten eine „9“.
Für Heavy Metal Made in Germany betrat Destruction „absolutes Neuland“ und gehörte deshalb zur „Speerspitze“ der Thrash-Ära. Auch Matthias Herr betont die „Vorreiterrolle“ der Band.
Zum bald erlangten Kultstatus des Albums äußerte sich Harry Wilkens (der selbst noch gar nicht mitgewirkt hatte) 1990 im Deadline-Interview: „Früher war alles viel einfacher, wie wir alle wissen. DESTRUCTION waren, als die erste Mini-LP heraus kam [sic!] die erste Speed-Metal-Band in Deutschland. Es waren [sic!] eine Marktlücke da, die wir ergreifen [meint: besetzen] konnten. Wenn wir heute ein Debut wie Sentence of Death veröffentlichen würden, dann würde diese Platte gerade[zu] verpuffen. Damals brauchte man ein paar ganz gute Songs, ein Image und eine Platte, und man konnte schon einiges erreichen. Die Leute haben darauf reagiert. Heute ist der Markt total überlaufen.“
Von der EP setzten sich etwa 14.000 Einheiten ab.